# Shelwick
Shelwick – osada w Anglii, w hrabstwie Herefordshire. Shelwick jest wspomniana w Domesday Book (1086) jako Scelwiche.